# St. Johannes der Täufer (Osterode am Harz)

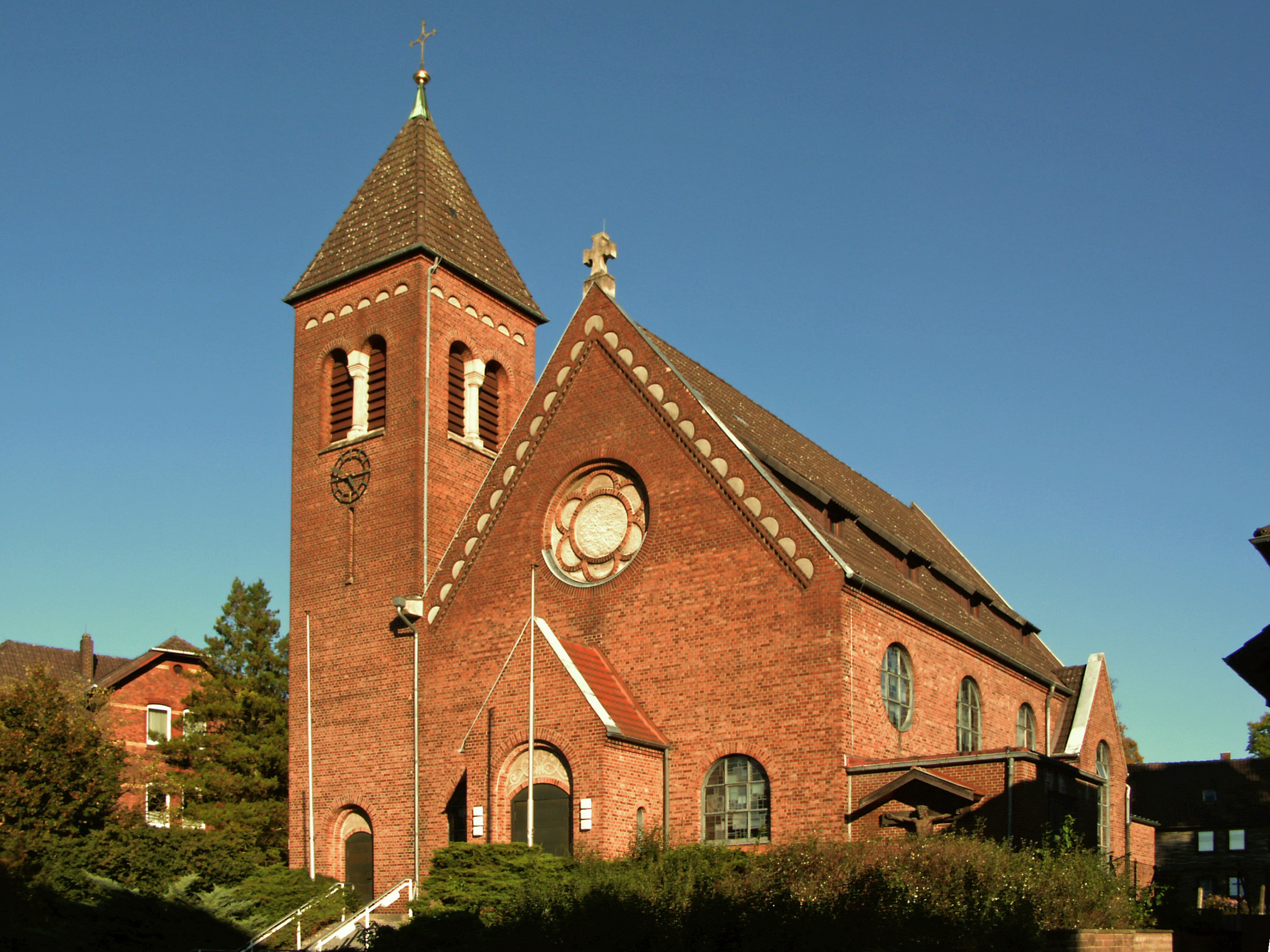
St.-Johannes-Baptist-Kirche

Die Kirche Sankt Johannes der Täufer, teilweise auch Sankt Johannes Baptist genannt, ist die römisch-katholische Pfarrkirche in der Stadt Osterode am Harz in Niedersachsen. Ihre gleichnamige Pfarrgemeinde gehört zum Dekanat Nörten-Osterode des Bistums Hildesheim. Die nach dem heiligen Johannes dem Täufer benannte Kirche befindet sich im Stadtteil Freiheit, auf dem Grundstück Johannisvorstadt 25.

## Geschichte
Im Mittelalter gehörte Osterode kirchlich zum Erzbistum Mainz. In den 1530er Jahren wurde in Osterode die Reformation eingeführt und damit die Kirchen evangelisch-lutherisch, und das Zisterzienserinnenkloster St. Jacobi wurde aufgelöst.
1809 gestattete Jérôme Bonaparte, König des Königreiches Westphalen, zu dem auch der Distrikt Osterode gehörte, in Osterode wieder katholische Gottesdienste. 1812 bekamen die Katholiken dafür die alte gotische Johanniskirche zur Verfügung gestellt. 1813, nach der Völkerschlacht bei Leipzig, wurde das Königreich Westphalen bereits wieder aufgelöst, und der Magistrat von Osterode untersagte die Nutzung der gerade erst von der katholischen Gemeinde renovierten Johanniskirche. Daraufhin nutzten die Osteroder Katholiken einen Saal, den heutigen Freiheiter Hof, für ihre Gottesdienste, was aber bald behördlicherseits untersagt wurde.
Erst 1848 durften die Katholiken wieder die Johanniskirche übernehmen, die abermals von ihnen instand gesetzt wurde, und ein katholischer Geistlicher wurde für Osterode angestellt. 1852 folgte die Gründung der Pfarrei Osterode, und Johannes Creszenz Wüstefeld, zuvor Kaplan in Duderstadt, wurde ihr erster Pfarrer.
Nachdem Anfang des 20. Jahrhunderts die Zahl der Katholiken in Osterode auf über 600 angewachsen war, begann unter Pfarrer Georg Muth 1902 der Bau der heutigen Kirche in der Johannisvorstadt, unterhalb der Alten Burg, nahe der alten Johanniskirche. 1904 wurde die Kirche fertiggestellt und geweiht, und am 1. Adventssonntag 1904 wurde der erste Gottesdienst in der neuen Kirche gefeiert. 1927 wurde die alte Johanniskirche abgerissen, an ihrer Stelle steht heute die Friedhofskapelle.
Den wertvollen Hochaltar, die Kanzel und das Triumphkreuz der alten Johanniskirche schenkte die Stadt Osterode 1928 der Kirchengemeinde St. Maria Rosenkranz (Hollenstede) in Fürstenau für ihre neu erbaute Kirche, wo sie sich auch heute noch befinden.
Um gegen Ende des Zweiten Weltkriegs den Vormarsch der Alliierten zu verzögern wurde am 11. April 1945 eine Sösebrücke gesprengt, was eine erhebliche Beschädigung der Kirche zur Folge hatte.
Da sich in Folge des Zweiten Weltkriegs die Zahl der Katholiken im Raum Osterode durch den Zuzug von Flüchtlingen und Heimatvertriebenen aus den Ostgebieten des Deutschen Reiches stark erhöht hatte, wurde 1961/62 in Badenhausen die St.-Bonifatius-Kirche erbaut. 1962/63 folgte im Süden Osterodes die St.-Martin-Kirche. Am 1. Juli 1963 wurde die Kuratiegemeinde St. Martin von der St.-Johannes-Baptist-Gemeinde abgetrennt, ihr wurde auch die St.-Bonifatius-Kirche zugeordnet.
1966 wurde die St.-Johannes-Baptist-Kirche renoviert und nach Plänen des Braunschweiger Architekten Wolfgang Tschirschwitz erweitert. Die Innenausstattung modernisierte Claus Kilian. Am 7. Oktober 1966 wurde die Kirche neu konsekriert.
Seit dem 1. März 2004 gehört die Kirche zum damals neu gegründeten Dekanat Nörten-Osterode, zuvor war Osterode Sitz eines eigenen gleichnamigen Dekanates. Am 1. August 2004 kam die St.-Martin-Kirche mit ihrer bisherigen Filialkirche St. Bonifatius in Badenhausen zur Pfarrgemeinde St. Johannes Baptist. Seit dem 1. September 2008 gehörte auch die St.-Barbara-Kirche in Bad Grund zur Pfarrgemeinde St. Johannes Baptist, diese Kirche wurde jedoch am 6. Februar 2010 profaniert. Am 9. September 2015 folgte die Profanierung der St.-Martin-Kirche in Osterode und am 2. Juni 2023 die Profanierung der St.-Bonifatius-Kirche in Badenhausen.

## Architektur und Ausstattung

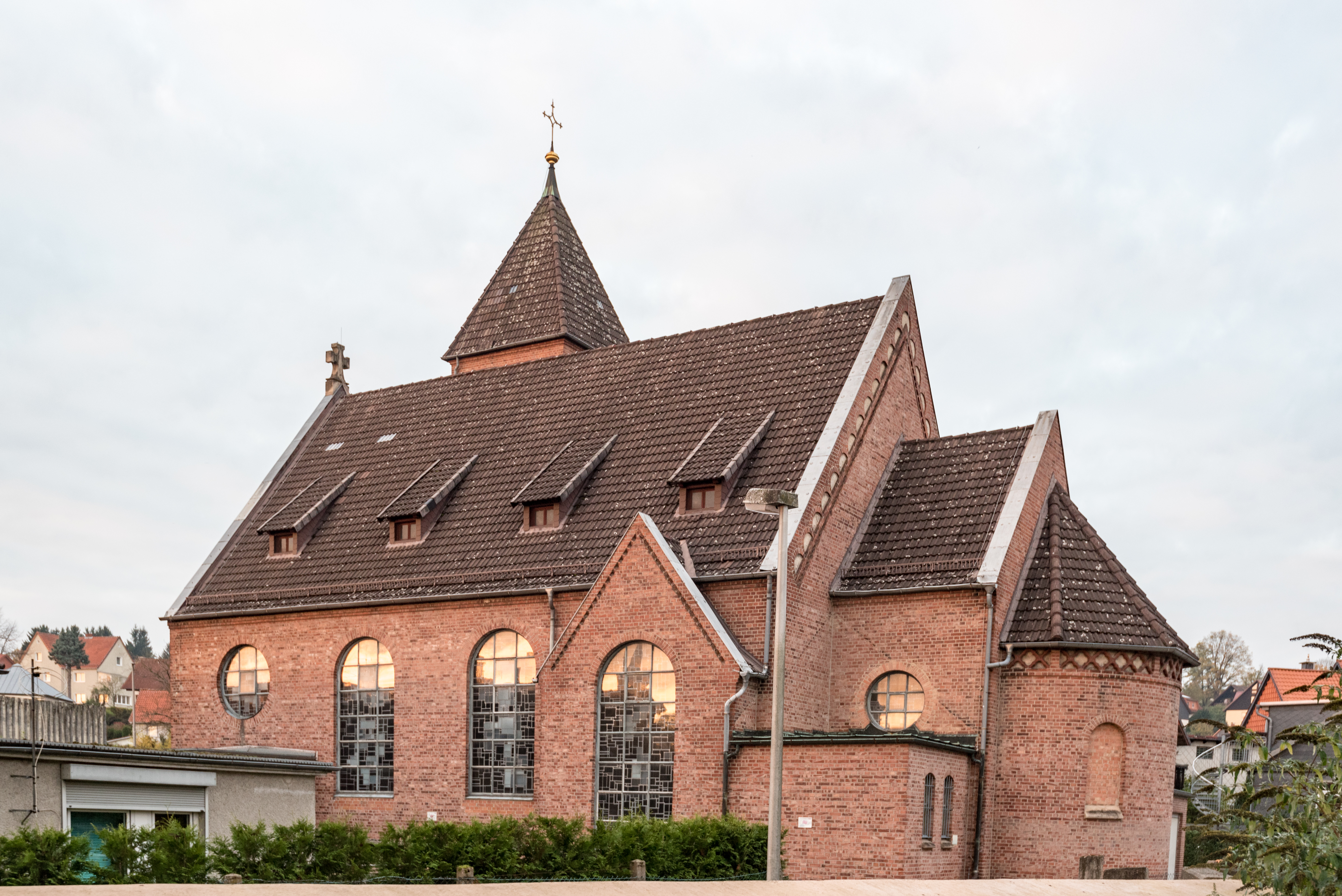
Ansicht von Süden

Die Kirche befindet sich in rund 227 Meter Höhe über dem Meeresspiegel, sie wurde nach Plänen des ortsansässigen Baurats Mende als neuromanische Hallenkirche aus rotem Backstein errichtet. Ihr schlichter Altarraum wird von einem Hängekreuz dominiert. Links und rechts vom Altarraum zeigen Statuen Maria (Mutter Jesu) und den Schutzpatron der Kirche, Johannes den Täufer. Neben der Beichtkapelle befindet sich eine Herz-Jesu-Statue. Die heutige Orgel wurde 1985 vom Unternehmen Gebrüder Hillebrand Orgelbau erbaut, sie ersetzte die ursprüngliche Krell-Orgel aus der Anfangszeit der Kirche.